# Socinianisme
Socinianisme er en betegnelse for en antitrinitarisk bevægelse, der i det 16. og 17. århundrede bredte sig i Europa.

## Historie
Socinianismen er opkaldt efter italieneren Lelio Sozzini (1525–62) og hans nevø Fausto Sozzini (1539–1604). Fausto Sozzini blev tvunget i eksil til Polen, hvor han i byen Kraków samlede flere grupper og grundlagde et samfund, "de polske brødre", som han var leder af til sin død i 1604. 1598 blev han fordrevet fra Kraków og tilbragte resten af sit liv i landsbyen Luclawice. Fra Kraków bredte bevægelsen sig ud over hele Polen, hvor Raków blev dens centrum og derfra videre til Tyskland, Nederlandene (se Mennonitterne) og England (se unitarerne).
Spredningen af bevægelsen blev forstærket, da den katolske kirke satte den modreformation i gang, som medførte en fordrivelse af socinianerne fra Polen. De blev udvist af landet i 1658 efter en række krige, hvor det protestantiske Sverige invaderede Polen. Årsagen var, at man betragtede dem og alle andre protestanter som svenske kollaboratører. Fordrivelsen ses ofte som afslutningen på den berømte religiøse frihed i Polen, men nedgangen begyndte tidligere, og den sluttede senere (det sidste ikke-katolske medlem af parlamentet blev fjernet i begyndelsen af det 18. århundrede). En gruppe under ledelse af Stanisław Lubieniecki søgte ophold i Danmark, men blev det nægtet.
De fleste af de fordrevne tog til Nederlandene, hvor de fik stor betydning for samtidens europæiske tænkning. I England diskuterede tænkere som Isaac Newton og John Locke socinianismens tanker, ligesom Hugo Grotius gjorde det i Frankrig, og på den måde fik bevægelsen betydning for den gryende oplysningstid. Via deres forbindelse til oplysningstidens filosoffer påvirkede socinianernes tanker også den forfatningsgivende forsamling i USA.
Socinianske træk findes endnu i den unitariske kirke i Transsylvanien (se også Arianisme). Under den 2. polske republik genskabte præsten Karol Grycz-Śmiałowski i 1937 de polske brødres kirke i Kraków. Under Folkerepublikken Polen blev den registreret i 1967 som "Enheden af polske brødre" (Jednota Braci Polskich).

## Vigtige hovedpunkter
Socinianismen forkaster læren om Jesu guddommelighed og dermed treenigheden; men bogstavelig søn af Gud gennem hans fødsel af en jomfru.
Bevægelsen tilslutter sig reformationens hovedtanker, skriftprincippet og retfærdiggørelsen gennem troen alene. Læren er kendetegnet ved kampen mod treenighedsdogmet, ved rationalistisk læsning af Biblen, ved humanisme, og ved afvisningen af alle kristne trosbekendelser, og derfor kan den betragtes som en forløber for deismen og rationalismen. Både afvisningen af den feudale rangorden, som blev kritiseret ud fra tanken om alle menneskers lighed, fordømmelsen af krig og afvisningen af at gøre krigstjeneste viser påvirkning fra døberbevægelsen og herrnhuterne.
Retningslinjer:
- en rationel fortolkning af Bibelen
- respekt for andre religiøse opfattelser
- den frie vilje
- afvisning af alle dogmer, som er i modstrid med fornuften
- Guds udelelighed
- Jesus fra Nazareth var søn af Gud
- menneskets godhed
- tilbud om frelse til alle menneskelige væsener

De tre krav:
- at læse og forstå Bibelen, at oprette et personligt forhold til Gud uden medvirken af præster eller kirke
- at vælge efter samvittigheden uden at skulle bede om faste retningslinjer fra nogen som helst kirkelig autoritet
- nægtelse af militærtjeneste ud fra samvittighedsgrunde